# Wereldkampioenschappen boogschieten 1997
De Wereldkampioenschappen boogschieten 1997 waren door de Fédération Internationale de Tir à l'Arc (FITA) georganiseerde kampioenschappen voor boogschutters. De 39e editie van de wereldkampioenschappen vond plaats in het Canadese Victoria van 19 tot en met 23 augustus 1997.

## Resultaten

### Recurve

#### Individueel
|        | Heren               | Dames          |
| ------ | ------------------- | -------------- |
| Goud   | Kim Kyong-ho        | Kim Du-ri      |
| Zilver | Christophe Peignois | Cornelia Pfohl |
| Brons  | Jang Yong-ho        | Kim Jo-sun     |

#### Team
|        | Heren                                                | Dames                                                 |
| ------ | ---------------------------------------------------- | ----------------------------------------------------- |
| Goud   | Kim Kyung-ho Jang Yong-ho Kim Bo-ram                 | Kim Du-ri Kim Jo-sun Kang Hyun-ji                     |
| Zilver | Martinus Grov Bård Nesteng H. Håkonsen               | Yelena Sadovnitchaya Lina Herasymenko Tatiana Muntain |
| Brons  | Baljinima Tsyrempilov Dmitri Paltchekh Yuri Leontiev | Deniz Gunay Zehra Öktem Elif Altınkaynak              |

### Compound

#### Individueel
|        | Heren          | Dames             |
| ------ | -------------- | ----------------- |
| Goud   | Dee Wilde      | Fabiola Palazzini |
| Zilver | Terry Ragsdale | Catherine Pellen  |
| Brons  | Clint Freeman  | Jamie van Natta   |

#### Team
|        | Heren                                   | Dames                                              |
| ------ | --------------------------------------- | -------------------------------------------------- |
| Goud   | Tibor Ondrik Antal Szokol Janos Poaszan | Fabiola Palazzini Serena Pisaro Christina Pernazza |
| Zilver | Juan Sancho Jose Catalan Antonio Cerra  | Jamie van Natta Tara Swanney Michelle Ragsdale     |
| Brons  | JC Lacerte Brian Bagnall Andy Fochuk    | Catherine Pellen Valerie Fabre Catherine Deburck   |

### Medaillespiegel
| Plaats | Land             | Goud | Zilver | Brons | Totaal |
| 1      | Zuid-Korea       | 4    | 0      | 2     | 6      |
| 2      | Italië           | 2    | 0      | 0     | 2      |
| 3      | Verenigde Staten | 1    | 2      | 1     | 4      |
| 4      | Hongarije        | 1    | 0      | 0     | 1      |
| 5      | Frankrijk        | 0    | 1      | 1     | 2      |
| 6      | België           | 0    | 1      | 0     | 1      |
| 6      | Duitsland        | 0    | 1      | 0     | 1      |
| 6      | Noorwegen        | 0    | 1      | 0     | 1      |
| 6      | Oekraïne         | 0    | 1      | 0     | 1      |
| 6      | Spanje           | 0    | 1      | 0     | 1      |
| 11     | Australië        | 0    | 0      | 1     | 1      |
| 11     | Canada           | 0    | 0      | 1     | 1      |
| 11     | Rusland          | 0    | 0      | 1     | 1      |
| 11     | Turkije          | 0    | 0      | 1     | 1      |
| Totaal | Totaal           | 8    | 8      | 8     | 24     |

1931 ·
1932 ·
1933 ·
1934 ·
1935 ·
1936 ·
1937 ·
1938 ·
1939 ·
1946 ·
1947 ·
1948 ·
1949 ·
1950 ·
1952 ·
1953 ·
1955 ·
1957 ·
1958 ·
1959 ·
1961 ·
1963 ·
1965 ·
1967 ·
1969 ·
1971 ·
1973 ·
1975 ·
1977 ·
1979 ·
1981 ·
1983 ·
1985 ·
1987 ·
1989 ·
1991 ·
1993 ·
1995 ·
1997 ·
1999 ·
2001 ·
2003 ·
2005 ·
2007 ·
2009 ·
2011 ·
2013 ·
2015 ·
2017 ·
2019 ·
2021 ·
2023 ·